# Блодек, Вилем
Ви́лем Бло́дек (чеш. Vilèm Blodek, нем. Wilhelm Blodek; 3 октября 1834, Прага — 1 мая 1874, Прага) — чешский композитор, флейтист, пианист и педагог.
Родился в бедной семье, первое образование получил в немецкой школе пиаров в Праге. С 1846 по 1852 учился в Пражской консерватории у Антона Айзера по классу флейты и Яна Бедржиха Китля по классу композиции. Параллельно брал частные уроки по фортепиано у Александра Драйшока.
С 1853 по 1855 преподавал музыку детям Людвика Зелиньского Владиславу, Ярославу и Ольге в Любиче, затем вернулся в Прагу, где концертировал как флейтист и пианист, а также некоторое время был вторым хормейстером пражского «Мужского певческого общества», для которого написал несколько произведений. С 1860 сменил Айзера на должности профессора Пражской консерватории по классу флейты, где преподавал до 1870 г. Автор школы игры на флейте (1861). Последние годы жизни провёл в сумасшедшем доме, где скончался в возрасте 39 лет.
Ранний период творчества Блодека складывался под влиянием немецкого романтизма, прежде всего Мендельсона. Позднее стал последователем творчества Сметаны, который высоко ценил талант Блодека. Сочинения Блодека, относящиеся к зрелому периоду творчества, отличаются лиричностью мелодики, богатством инструментовки и красок, национальным колоритом. Наибольшую известность получили комическая одноактная опера «В колодце» (чеш. V studni; 1867, Прага) и Концерт ре мажор для флейты с оркестром (1862). Автор музыки к 60 театральным постановкам; был соавтором Сметаны в работе над музыкой к торжествам по случаю 300-летия со дня рождения Шекспира (1864).

## Сочинения
- Секстет для флейты, двух скрипок, гобоя, валторны и трубы (1847)
- Большое соло для флейты и фортепиано (1851)
- Бравурное аллегро для флейты и фортепиано (1852)
- 5 увертюр для оркестра (1850, 1852—54, 1860)
- Концерт ре мажор для флейты с оркестром (1862)
- «Skladba» (пьеса ля мажор) для 2х флейт и оркестра (около 1862)
- Фантазия и каприс для флейты и фортепиано (1863)
- Andante cantabile для скрипки, гобоя и фортепиано (1863)
- Опера «Кларисса» на либретто Сметаны (первая постановка 1934, Прага)
- 2 мессы (1853 и 1865)
- Симфония ре минор (около 1866)
- Опера «В колодце» («V studni», 1867, Прага)
- Опера «Зитек» (1869, закончена Фр. Ваней; первая постановка 1934)
- пьесы для фортепиано («Баркаролла», «Квадрилья», Фантазия и др.)
- 6 сочинений для мужского хора («Аве Мария», «Гимн» и др.)